# Fort Green Springs
Fort Green Springs – jednostka osadnicza w Stanach Zjednoczonych, w stanie Floryda, w hrabstwie Hardee.